# Jaroslav Wiesner
Jaroslav Wiesner (8. června 1898 Chrudim – 28. května 1943 Věznice Plötzensee) byl český průkopník letectví, konstruktér a odbojář z období druhé světové války popravený nacisty.

## Život

### Období Rakousko-Uherska
Jaroslav Wiesner se narodil 8. června 1898 v Chrudimi v rodině majitele místních strojíren. Vystudoval Vyšší technické učiliště v Lübecku. Již v raném věku se stal členem Aviatického družstva v Pardubicích a žákem Jana Kašpara. Podílel se na rozvoji letectví v Chrudimi. V roce 1917 zakoupil havarovaný a Metodějem Vlachem opravený letoun Blériot a postupně si opatřil několik dalších letadel. Finance získal jako odstupné za odchod z vedení rodinné firmy, kde ale zůstal pracovat jako úředník.

### Období Československa
Prezenční vojenskou službu nastoupil Jaroslav Wiesner až v období po první světové válce. V rámci ní se stal účastníkem 13. července 1919 první pokusné poštovní letecké přepravy z Prahy do Chrudimi v letadle pilotovaném Rudolfem Valentou, následující den se letělo zpět. V srpnu a září téhož roku se Jaroslav Wiesner účastnil jako spoluletec dalších zkušebních dálkových letů. V roce 1920 již jako hotový pilot létal s letadlem Bohemia B-5 a v Chrudimi byl jedním z hlavních pořadatelů Leteckých dnů. Byl členem několika leteckých organizací (Sportovní klub Chrudim, Československý aviatický klub, od roku 1923 Aeroklub republiky Československé, Masarykova letecká liga, byl spoluzakladatelem Východočeského aeroklubu Pardubice). Kromě létání konstruoval a experimentoval s novými technickými prvky mj. s raketovým pohonem, společně s dalšími nadšenci vyvíjel a stavěl větroně. Nesl zásluhy i za rozvoj leteckého modelářství, zasloužil se i o vznik Letiště Podhořany, kde byla otevřena plachtařská škola. V roce 1937 se stal čestným členem Masarykovy letecké ligy.

### Období německé okupace
Po německé okupaci v březnu 1939 vstoupil Jaroslav Wiesner do protinacistického odboje. Pro vykonávání výzvědné a zpravodajské činnosti jej získal bývalý kolega, agent GRU a rovněž chrudimský rodák Jaroslav Lonek. Jaroslav Wiesner obstarával informace zejména o rodinném strojírenském podniku a chrudimském letišti. Síť byla v roce 1941 prozrazena, zlikvidována a zatčení gestapem neunikl ani Jaroslav Wiesner. Dne 17. března byl lidovým soudem odsouzen k trestu smrti a 28. května téhož roku popraven gilotinou v berlínské věznici Plötzensee. Jeho technický archív byl Němci zabaven.

## Posmrtná ocenění
- Jaroslavu Wiesnerovi byl in memoriam udělen Československý válečný kříž 1939